# Ziphozakhe Zokufa
 (décembre 2014).
Si vous disposez d'ouvrages ou d'articles de référence ou si vous connaissez des sites web de qualité traitant du thème abordé ici, merci de compléter l'article en donnant les références utiles à sa vérifiabilité et en les liant à la section « Notes et références ».
Ziphozakhe Zokufa, née en 1992 dans le Cap-Oriental en Afrique du Sud, est un mannequin sud-africaine.

## Biographie
Elle représentera son pays à l'élection de Miss Univers 2014, remplacera Rolene Strauss qui est déjà Miss Monde 2014, cette dernière devait participer à Miss Univers 2014.